# Y (album)
Pour les articles homonymes, voir Y.
Albums de The Pop Group
For How Much Longer Do We Tolerate Mass Murder?
(1980)
Y est un album de The Pop Group sorti en 1979. Incorporant des rythmiques funk dissonantes à la manière de Gang of Four, l'album est considéré comme l'une des pierres d'échoppes du post-punk, au même rang que Metal Box de Public Image Ltd. et Cut de The Slits,.
Il a été classé 35e des 100 meilleurs albums des années 1970 par Pitchfork.

## Titres
1. She Is Beyond Good and Evil – 3:23 (Uniquement sur la version CD)
2. Thief of Fire – 4:35
3. Snow Girl – 3:21
4. Blood Money– 2:57
5. We Are Time – 6:29
6. Savage Sea – 3:02
7. Words Disobey Me – 3:26
8. Don't Call Me Pain – 5:35
9. The Boys from Brazil – 4:16
10. Don't Sell Your Dreams – 6:40

## Personnel
- Gareth Sager - musicien
- Mark Stewart - musicien
- Bruce Smith - musicien
- Simon Underwood - musicien
- John Waddington - musicien
- Dennis Bovell - producteur
- The Pop Group - producteur
- Mike Blaine - ingénieur
- Brian Gaylor - assistant ingénieur